# Aestus

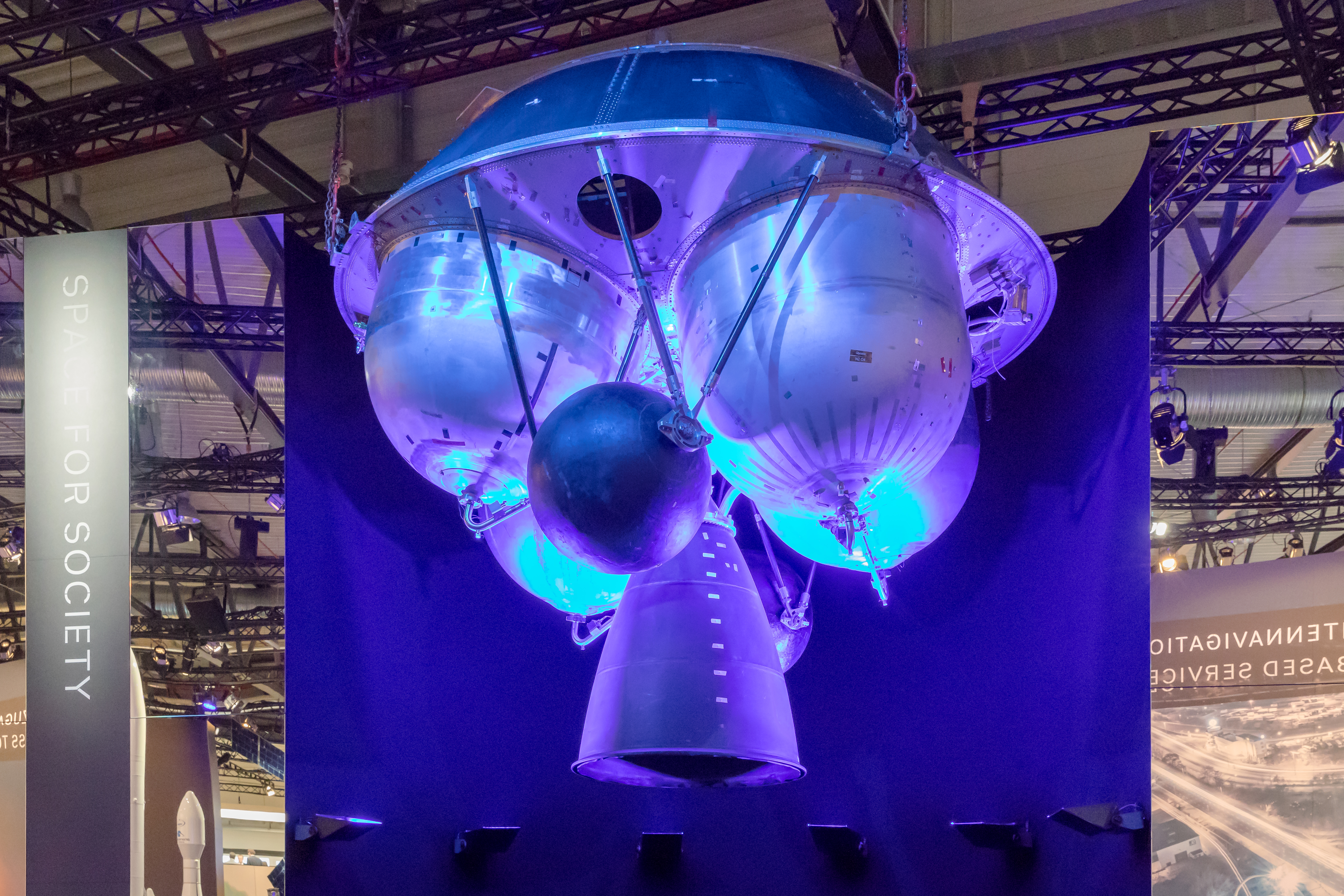
Aestus auf der ILA 2018

Das Aestus-Triebwerk ist das Haupttriebwerk der Oberstufe EPS-L9.7 und der daraus entwickelten, 250 kg mehr Treibstoff fassenden, EPS-L10 (EPS steht für französisch Étage à Propergols stockables) der Raketen Ariane 5 G, G+, GS und ES ATV.
Das Aestus-Triebwerk verwendet die lagerfähige Treibstoffmischung aus dem Oxidator Distickstofftetroxid (NTO) und dem Treibstoff Monomethylhydrazin (MMH), hat 28,4 kN Schub und einen Spezifischen Impuls von 3178 Ns/kg. Es wurde von 1988 bis 1995 von EADS in Ottobrunn entwickelt. Das druckgeförderte Triebwerk ermöglicht mehrere Wiederzündungen.
Um die Brennkammer vor den 3000 °C heißen Reaktionsprodukten zu schützen, fließt der Treibstoff MMH von unten nach oben durch dünne Rohre in der Brennkammerwand, bevor er von oben in die Brennkammer eingespritzt wird. Die Schubdüse wird jedoch nicht aktiv gekühlt, sondern erhitzt sich bis zur Rotglut und gibt dabei genauso viel Energie durch Strahlung nach außen ab, wie sie innen aus dem Schubstrahl aufnimmt.
Der Ersteinsatz des Triebwerkes war am 30. Oktober 1997 beim Flug 502 der Ariane 5.
| Parameter                    | Wert               |
| ---------------------------- | ------------------ |
| Treibstoffe                  | NTO / MMH          |
| Schub im Vakuum              | 28,4 kN            |
| Leistung                     | 43.700 kW          |
| Spezifischer Impuls (Vakuum) | 3178 Ns/kg (324 s) |
| Treibstoffdurchsatz          | 8,8 kg/s           |
| Brennkammerdruck             | 11 bar             |
| Querschnittsverhältnis       | 84                 |
| Gesamtlänge                  | 2,2 m              |
| Düsendurchmesser             | 1,32 m             |
| Masse                        | 111 kg             |

## Sonstiges
Aus dem Aestus wurde zusammen mit Boeing Rocketdyne das Testtriebwerk Aestus II / RS 72 mit Turbopumpen aus den USA mit annähernd dem doppelten Schub entwickelt. Es wurde 2000 erfolgreich getestet, bisher aber in keiner Rakete verwendet.

## Belege
- EADS: Aestus Rocket Engine

1. ↑  CNES: Ariane 5
2. ↑  Bernd Leitenberger: Die Ariane 5
3. ↑  Boeing: Rocketdyne / Astrium RS-72 Engine Testing Successfully Completed (Memento vom 6. November 2011 im Internet Archive)